# Minister za notranje zadeve Italijanske republike
Minister za notranje zadeve Italijanske republike (italijansko Ministro dell'Interno) ali krajše notranji minister predseduje ministrstvu, ki je zadolženo za izvajanje političnih smernic vlade. Glavne naloge ministrstva so:
- odgovornost za pravilni potek volitev organov v javnih ustanovah in za njihovo pravilno delovanje; nadzor nad njihovimi financami; nadzor nad osebnimi  in matičnimi podatki državljanov;
- odgovornost za javno varnost in red; koordinacija s policijskimi organi;
- predstavništvo vlade v razmerju do državljanov;
- zaščita civilnih pravic, vključno s pravicami religij, državljanstvom, priseljevanjem in političnim zatočiščem.
- minister poveljuje prefektom, državni policiji (Polizia di Stato) in gasilcem (Corpo dei Vigili del Fuoco); minister je član Visokega obrambnega sveta (Consiglio Supremo di Difesa).

Sedež ministrstva za notranje zadeve Italijanske republike je v Rimu, v palači Viminale. Trenutni (2013) minister je Angelino Alfano.

## Seznam ministrov za notranje zadeve
Seznam ministrov za notranje zadeve Italijanske republike od nastanka države do leta 2013.
| Republiški minister      | Stranka                    | Mandat                                 | Vlada                                                                                    |
| ------------------------ | -------------------------- | -------------------------------------- | ---------------------------------------------------------------------------------------- |
| Alcide De Gasperi        | Krščanska demokracija (DC) | 14. julija 1946 - 2. februarja 1947    | De Gasperi II                                                                            |
| Mario Scelba             | Krščanska demokracija (DC) | 2 .februarja 1947 - 16. julija 1953    | De Gasperi III De Gasperi IV De Gasperi V De Gasperi VI De Gasperi VII                   |
| Amintore Fanfani         | Krščanska demokracija (DC) | 16. julija 1953 - 18. januarja 1954    | De Gasperi VIII Pella                                                                    |
| Giulio Andreotti         | Krščanska demokracija (DC) | 18. januarja 1954 - 10. februarja 1954 | Fanfani I                                                                                |
| Mario Scelba             | Krščanska demokracija (DC) | 10. februarja 1954 - 6. julija 1955    | Scelba                                                                                   |
| Fernando Tambroni        | Krščanska demokracija (DC) | 6. julija 1955 - 15. februarja 1959    | Segni I Zoli Fanfani II                                                                  |
| Antonio Segni            | Krščanska demokracija (DC) | 15. februarja 1959 - 25. marca 1960    | Segni II                                                                                 |
| Giuseppe Spataro         | Krščanska demokracija (DC) | 25. marca 1960 - 26. julija 1960       | Tambroni                                                                                 |
| Mario Scelba             | Krščanska demokracija (DC) | 26. julija 1960 - 21. februarja 1962   | Fanfani III                                                                              |
| Paolo Emilio Taviani     | Krščanska demokracija (DC) | 21. februarja 1962 - 21 junija 1963    | Fanfani IV                                                                               |
| Mariano Rumor            | Krščanska demokracija (DC) | 21. junija 1963 - 4. decembra 1963     | Leone I                                                                                  |
| Paolo Emilio Taviani     | Krščanska demokracija (DC) | 4. decembra 1963 - 24. junija 1968     | Moro I Moro II Moro III                                                                  |
| Franco Restivo           | Krščanska demokracija (DC) | 24. junija 1968 - 17. februarja 1972   | Leone II Rumor I Rumor II Rumor III Colombo                                              |
| Mariano Rumor            | Krščanska demokracija (DC) | 17. februarja 1972 - 7. julija 1973    | Andreotti I Andreotti II                                                                 |
| Paolo Emilio Taviani     | Krščanska demokracija (DC) | 7. julija 1973 - 23. novembra 1974     | Rumor IV Rumor V                                                                         |
| Luigi Gui                | Krščanska demokracija (DC) | 23. novembra 1974 - 12. februarja 1976 | Moro IV                                                                                  |
| Francesco Cossiga        | Krščanska demokracija (DC) | 12. februarja 1976 - 11. maja 1978     | Moro V Andreotti III Andreotti IV                                                        |
| Virginio Rognoni         | Krščanska demokracija (DC) | 13. junija 1978 - 13. julija 1983      | Andreotti IV Andreotti V Cossiga I Cossiga II Forlani Spadolini I Spadolini II Fanfani V |
| Oscar Luigi Scalfaro     | Krščanska demokracija (DC) | 4. avgusta 1983 - 28. julija 1987      | Craxi I Craxi II Fanfani VI                                                              |
| Amintore Fanfani         | Krščanska demokracija (DC) | 28. julija 1987 - 13. aprila 1988      | Goria                                                                                    |
| Antonio Gava             | Krščanska demokracija (DC) | 13. aprila 1988 - 16. oktobra 1990     | De Mita Andreotti VI                                                                     |
| Vincenzo Scotti          | Krščanska demokracija (DC) | 16. oktobra 1990 - 28. junija 1992     | Andreotti VI Andreotti VII                                                               |
| Nicola Mancino           | Krščanska demokracija (DC) | 28. junija 1992 - 19. aprila 1994      | Amato I Ciampi                                                                           |
| Roberto Maroni           | Lega Nord                  | 10. maja 1994 - 17. januarja 1995      | Berlusconi I                                                                             |
| Antonio Brancaccio       | Neodvisni                  | 17. januarja 1995 - 8. junija 1995     | Dini                                                                                     |
| Giovanni Rinaldo Coronas | Neodvisni                  | 8. junija 1995 - 17. maja 1996         | Dini                                                                                     |
| Giorgio Napolitano       | Levi demokrati (PDS)       | 17. maja 1996 - 21. oktobra 1998       | Prodi I                                                                                  |
| Rosa Russo Iervolino     | Ljudska stranka (PPI)      | 21. oktobra 1998 - 22. decembra 1999   | D'Alema I                                                                                |
| Enzo Bianco              | Demokrati                  | 22. decembra 1999 - 11. junija 2001    | D'Alema II Amato II                                                                      |
| Claudio Scajola          | Forza Italia               | 11. junija 2001 - 3. julija 2002       | Berlusconi II                                                                            |
| Giuseppe Pisanu          | Forza Italia               | 3. julija 2002 - 17. maja 2006         | Berlusconi II Berlusconi III                                                             |
| Giuliano Amato           | Demokratična stranka (PD)  | 17. maja 2006 - 8. maja 2008           | Prodi II                                                                                 |
| Roberto Maroni           | Lega Nord                  | 8. maja 2008 - 16. novembra 2011       | Berlusconi IV                                                                            |
| Anna Maria Cancellieri   | Neodvisni                  | 16. novembra 2011 - 28. aprila 2013    | Monti                                                                                    |
| Angelino Alfano          | Ljudstvo svobode (PdL)     | od 28. aprila 2013                     | Letta                                                                                    |